# Jack the Ripper (игра, 2004)
Jack the Ripper (с англ. — «Джек-потрошитель») — компьютерная игра в жанре квест, разработанная французской компанией Galilea Games и изданная The Adventure Company и Microids.

## Сюжет
1901 год. Журналист газеты New York Today Джеймс Палмер начинает расследовать убийства, схожие с творимыми 13 лет назад в Лондоне Джеком Потрошителем.

## Игровой процесс
Игроку предстоит искать улики, проводить опросы свидетелей. В игре нет неправильного выбора и игровой день не будет идти дальше, пока игрок не сделает все необходимые действия. Передвижение по локациям осуществляется через игровую карту.
Подобно играм серии Myst, игрок может вращать камеру на 360 градусов.
Длительность игры составляет 12 дней и ночей (которые наступают после сбора Палмером материала для новой статьи или по мере развития сюжета).

## Приём
| Сводный рейтинг       | Сводный рейтинг |
| Агрегатор             | Оценка          |
| --------------------- | --------------- |
| GameRankings          | 57,76 %         |
| Metacritic            | 58/100          |
| Иноязычные издания    |                 |
| Издание               | Оценка          |
| CGM                   | [ 8 ]           |
| CGW                   | [ 9 ]           |
| GameSpot              | 5,2/10          |
| GameSpy               | [ 11 ]          |
| GameZone              | 5,8/10          |
| IGN                   | 7,8/10          |
| Jeuxvideo.com         | 13/20           |
| PC Gamer (US)         | 61 %            |
| Русскоязычные издания |                 |
| Издание               | Оценка          |
| «НИМ»                 | 7,5/10          |

Согласно агрегатору рецензий Metacritic, игра получила «смешанные отзывы».
Обозреватель Adventure Gamers Эван Дикенс дал игре 1,5 звезды из 5 возможных. Он раскритиковал концовку игры, простоту загадок, линейное прохождение игры и его отдельные последовательности, В то же время он похвалил сюжет игры, графику, кат-сцены,
Jeuxvideo.com высоко оценил сценарий, реиграбельность, саундтрек и геймплей, раскритиковав графику.
Обозреватель GameSpy Карла Харкер дала игре 3 балла из 5 возможных. Она похвалила сюжет, звуковые эффекты, актёрскую работу и музыку, графика вызвала неоднозначную реакцию, слабой стороной была названа простота загадок.
Обозреватель IGN Стейси Краус дала игре 7,8 балла, похвалив сценарий игры и головоломки, а также графика.
Марк Зальцман из PC Gamer поставил игре оценку в 61 %. Рецензент похвалил игровые диалоги и персонажей, недовольство вызвала простота загадок; графика вызвала неоднозначное ощущение.
Журнал «Игромания» оценил игру на 5,5 баллов, локализацию — на 3 балла из 3.
Журнал «Лучшие компьютерные игры» дал игре медаль, которой награждается хорошая игра с существенными недостатками.